# (the best of) New Order
| Críticas profissionais | Críticas profissionais |
| Avaliações da crítica  | Avaliações da crítica  |
| Fonte                  | Avaliação              |
| ---------------------- | ---------------------- |
| All Music Guide        | link                   |
| Robert Christgau       | (A) link               |

The Best of New Order (grafado oficialmente (the best of) New Order) é a segunda compilação musical da banda britânica de rock New Order, lançada em 1994.

## Faixas
Todas as letras escritas por New Order, exceto onde indicado.
Versão internacional
| N.º | Título                       | Compositor               | Duração |  |
| 1.  | "True Faith '94"             | New Order, Stephen Hague | 5:34    |  |
| 2.  | "Bizarre Love Triangle '94"  |                          | 3:54    |  |
| 3.  | "1963 '94"                   | New Order, Stephen Hague | 3:46    |  |
| 4.  | "Regret"                     | New Order, Stephen Hague | 4:08    |  |
| 5.  | "Fine Time"                  |                          | 3:08    |  |
| 6.  | "The Perfect Kiss"           |                          | 4:49    |  |
| 7.  | "Shellshock"                 | New Order, John Robie    | 4:23    |  |
| 8.  | "Thieves Like Us"            | New Order, Arthur Baker  | 6:36    |  |
| 9.  | "Vanishing Point"            |                          | 5:14    |  |
| 10. | "Run"                        |                          | 4:29    |  |
| 11. | "Round & Round '94"          |                          | 4:00    |  |
| 12. | "World (The Price of Love)"  | New Order, Stephen Hague | 3:38    |  |
| 13. | "Ruined in a Day"            | New Order, Stephen Hague | 3:57    |  |
| 14. | "Touched by the Hand of God" |                          | 3:42    |  |
| 15. | "Blue Monday '88"            |                          | 4:07    |  |
| 16. | "World in Motion"            | New Order, Keith Allen   | 4:30    |  |

Versão estadunidense
| N.º | Título                                | Compositor               | Duração |  |
| 1.  | "Let's Go (Nothing for Me)"           |                          | 4:02    |  |
| 2.  | "Dreams Never End"                    |                          | 3:11    |  |
| 3.  | "Age of Consent"                      |                          | 5:13    |  |
| 4.  | "Love Vigilantes"                     |                          | 4:18    |  |
| 5.  | "True Faith '94"                      | New Order, Stephen Hague | 4:27    |  |
| 6.  | "Bizarre Love Triangle '94"           |                          | 3:54    |  |
| 7.  | "1963 '95" (Arthur Baker Radio Remix) | New Order, Stephen Hague | 4:02    |  |
| 8.  | "Fine Time"                           |                          | 3:08    |  |
| 9.  | "Vanishing Point"                     |                          | 5:14    |  |
| 10. | "Run"                                 |                          | 4:29    |  |
| 11. | "Round & Round '94"                   |                          | 4:00    |  |
| 12. | "Regret"                              | New Order, Stephen Hague | 4:08    |  |
| 13. | "World"                               | New Order, Stephen Hague | 3:38    |  |
| 14. | "Ruined in a Day"                     | New Order, Stephen Hague | 3:57    |  |
| 15. | "Touched by the Hand of God"          |                          | 3:42    |  |
| 16. | "Blue Monday '88"                     |                          | 4:07    |  |
| 17. | "World in Motion"                     | New Order, Keith Allen   | 4:30    |  |